# Regno di Champasak
Il Regno di Champasak fu uno Stato sovrano dal 1713 al 1946 e si trovava nei territori corrispondenti all'odierno Laos meridionale. Si separò dal Regno di Vientiane nel 1713 e prosperò agli inizi del XVIII secolo. Divenne vassallo del regno siamese di Thonburi nel 1778 e fu conquistato nel 1893 dai francesi, che lo inserirono come principato nella colonia dell'Indocina francese. L'ultimo principe rinunciò ad ogni pretesa nel 1946, firmando un accordo con cui Champasak divenne ufficialmente parte del nuovo Regno del Laos.

## Fondazione

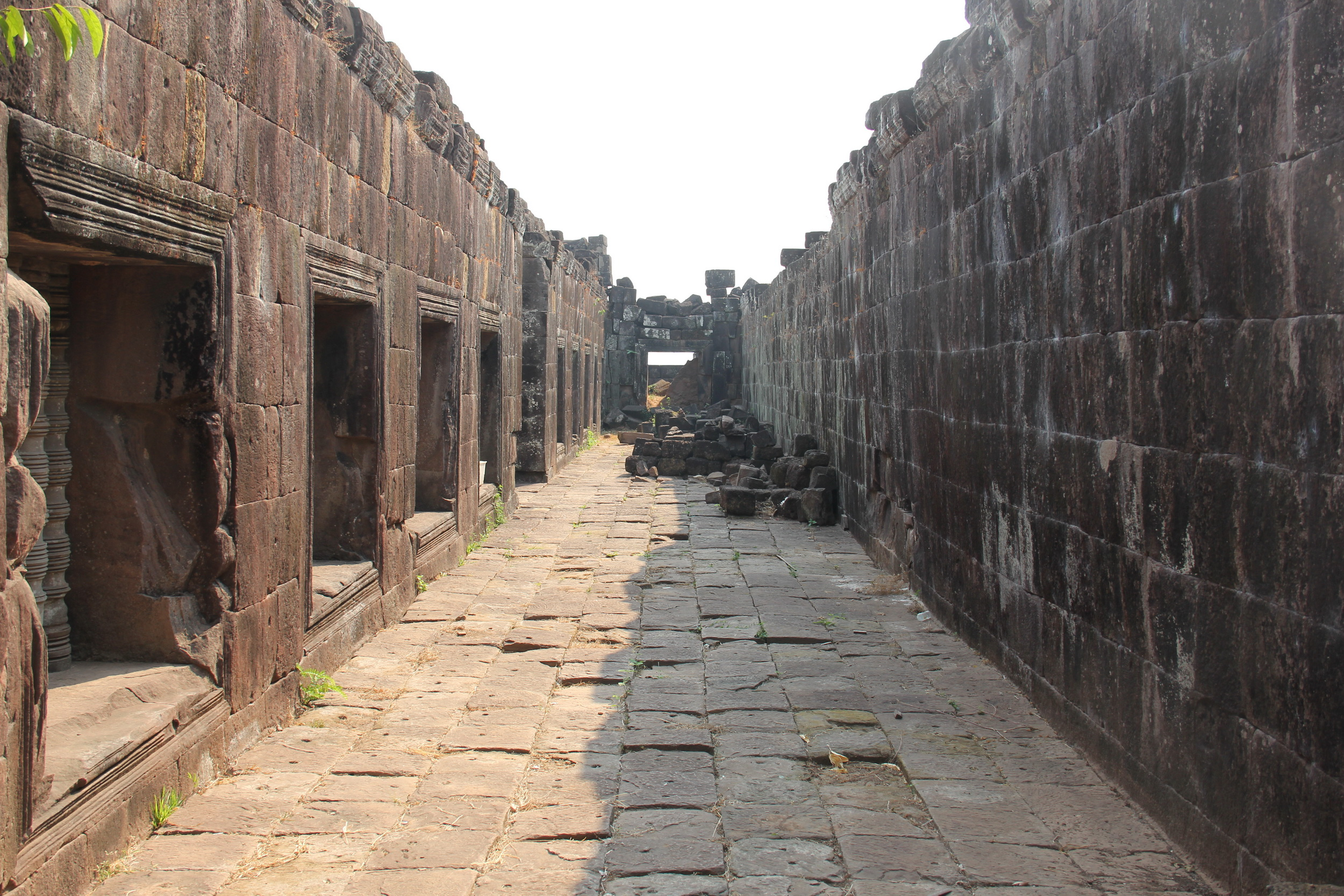
Scorcio dell'antica tempio khmer Vat Phou, situato nei pressi di Champasak

Champasak era in origine abitata dal popolo cham ed era chiamata Muong Champa Nakorn. Controllata in seguito dall'Impero Khmer, entrò a far parte nel XIV secolo del Regno di Lan Xang, con il quale nel 1354 il re Fa Ngum unificò per la prima volta le varie città-Stato (mueang) del popolo laotiano. Tornata nel XVI secolo sotto il controllo di sovrani di etnia khmer, fu ribattezzata Nakorn Kalah Champa Kanakhaburi e in seguito Champasak.
Alla morte del re di Lan Xang Surigna Vongsa nel 1690, il trono di Vientiane fu usurpato da Tian Thala, che pretese invano in sposa Sumangala, la figlia del predecessore che era tornata dall'esilio vietnamita. Questa fu costretta a fuggire a sud dove diede alla luce Nokasat, un bambino avuto da un altro uomo. Finirono per stanziarsi nella provincia di Nakhon Phanom, sotto la protezione dell'influente monaco buddhista Phra Khu Nhot Keo il quale, minacciato da Tian Thala, fuggì a Champasak, dove la sovrana locale Nang Phao gli affidò il governo della città.
Nel 1698, salì al trono di Lan Xang Setthathirat II, il primo figlio di Sumangala avuto durante l'esilio vietnamita. Dissidi interni alla famiglia reale portarono nel 1707 al frazionamento di Lan Xang nei regni di Luang Prabang e Vientiane. Setthathirat II continuò a regnare a Vientiane, sotto la cui giurisdizione rientrava Champasak. Nel 1709, le milizie del governatore della Provincia di Nakhon Phanom furono respinte a Vientiane dall'esercito reale di Setthathirat e si ritirarono, ma la provincia sarebbe rimasta indipendente per alcuni anni tagliando i collegamenti tra la capitale e le province meridionali. Ne approfittarono i governanti di Champasak, il monaco Phra Khu Nhot Keo chiamò in città Sumangala e Nokasat il quale, in virtù della sua discendenza reale, fu proclamato nel 1713 sovrano del nuovo Regno di Champasak con il nome regale Soi Sisamut.

## Gli anni dell'indipendenza
Il nuovo Stato era composto più o meno dai territori delle odierne province di Champasak, Attapeu, Salavan e Sekong sulla riva sinistra del Mekong. Sulla riva destra comprendeva le province meridionali dell'odierno Isan, arrivando ad ovest fino ai territori della Provincia di Roi Et.
Soi Sisamut divise il regno in province affidandone il governo ai suoi più fidati collaboratori. Una statua di cristallo raffigurante il Buddha scoperta in quegli anni divenne il palladio della monarchia. Nel 1715 morì il governatore ribelle Borom Raja di Nakhon Phanom, Setthathirat II riprese il controllo della provincia e vi pose a capo il genero di Borom Raja, mentre il figlio di quest'ultimo si rifugiò a Champasak, che non fu attaccata dalle truppe reali e mantenne l'indipendenza. Nel 1718, Soi Sisamut inviò 3.000 dei suoi sudditi a fondare Suwannaphum, una delle prime municipalità laotiane nella valle del fiume Chi, nell'Altopiano di Korat. La cittadina si trova oggi nella provincia di Roi Et.
Nel 1738, alla morte di Soi Sisamut salì al trono il figlio Sayakumane, che nominò primo ministro il fratellastro Chao Thammathevo. I primi 20 anni di regno di Sayakumane furono all'insegna della pace, nei 10 anni successivi il fratellastro Thammathevo avanzò pretese sul trono che crearono seri problemi. Con la morte di Thammathevo tornò la pace nel regno ma fu di breve durata. Il nobile Phra Vorarat di Vientiane entrò in conflitto con il proprio re Bunsan e si rifugiò a Champasak, dove Sayakumane gli garantì protezione. Vorarat fece anche atto di sottomissione al re Taksin del Regno di Thonburi, che aveva rifondato il Siam dopo la distruzione del Regno di Ayutthaya per mano dei birmani nel 1767.

## Tributario del Siam
L'assassinio di Vorarat da parte di sicari inviati da Bunsan di Vientiane fu il pretesto con cui il belligerante Taksin intese punire il Regno di Champasak rendendolo vassallo del Siam nel 1778. Secondo un'altra fonte, il motivo dell'invasione siamese fu l'appoggio che Sayakumane diede al governatore ribelle di una municipalità nei pressi di Nakhon Ratchasima facente parte del Siam. L'attacco siamese fu guidato dai fratelli e generali Bunma e Chao Phraya Chakri, che sarebbe diventato re del Siam con il nome regale Rama I. Tra i tesori trafugati e portati in Siam vi fu la statua del Buddha di cristallo.
Con la sconfitta subita, i territori di Champasak ad ovest del Mekong furono annessi dal Siam. Una sorte analoga subì il Regno di Vientiane, la cui capitale fu espugnata nel 1779. Alla morte di Taksin salì sul trono siamese nel 1782 Rama I, fondando il nuovo Regno di Rattanakosin, l'odierna Bangkok. Sayakumane morì nel 1791 quando seppe di una grave rivolta che si era propagata nella capitale. Gli succedette Fay Na, nominato dai siamesi per aver soffocato la ribellione. Le nomine dei sovrani di Champasak durante il periodo di dominazione siamese dovevano avere il benestare della corte di Bangkok, e per due volte i siamesi imposero che fossero eletti re i comandanti militari che le avevano soffocate.
Uno dei re nominati per aver sedato una rivolta fu Chao Yo, figlio del ribelle re di Vientiane Anuvong. Chao Yo unì le truppe di Champasak alla guerra di indipendenza dal Siam intrapresa dal padre, soffocata nel sangue dalle truppe di Rama III. I sovrani che seguirono furono scelti tra i discendenti di Thammathevo. Nei decenni successivi, Champasak perse gradualmente l'autonomia concessa dai siamesi all'inizio, soprattutto con le riforme amministrative imposte dai sovrani di Bangkok Mongkut e Chulalongkorn.

## Protettorato francese e trasformazione in principato

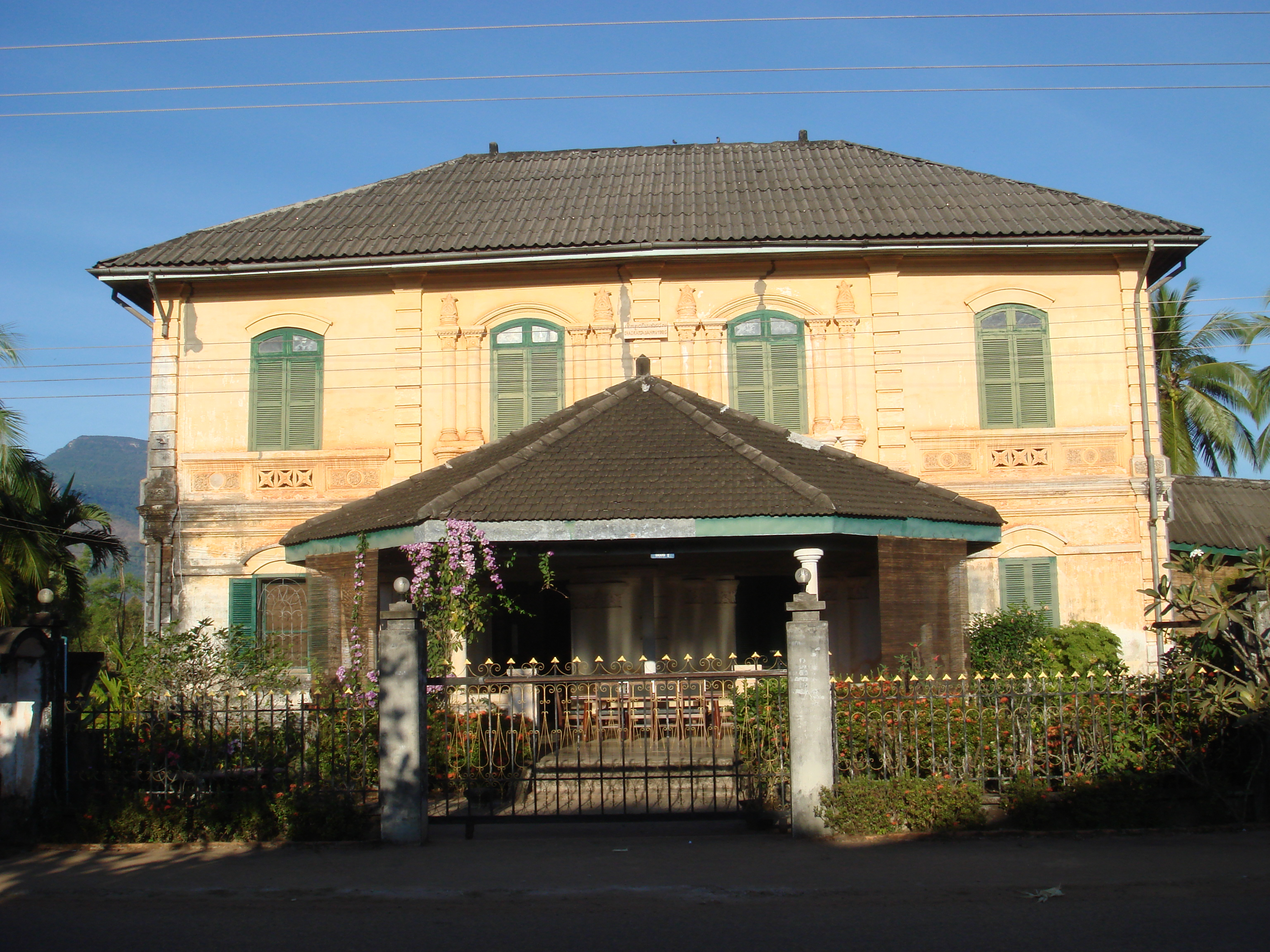
Residenza dei sovrani a Champasak

A seguito della sconfitta nella guerra franco-siamese, nel 1893 i siamesi dovettero cedere all'Indocina francese tutti i territori laotiani ad est del Mekong, compresa la maggior parte del Regno di Champasak. Sotto il dominio francese, Champasak fu amministrata direttamente dai residenti francesi e i membri della famiglia reale spogliati di molti dei loro privilegi, a differenza di Luang Prabang dove il re locale mantenne molte delle proprie prerogative.
Gli ultimi sovrani che regnarono con la carica di re furono Kham Souk ed il figlio e successore Ratsadanay. Quest'ultimo fu trasformato in principe. Nel 1904, i francesi ottennero dal Siam anche i territori ad ovest del Mekong persi da Champasak nel 1778. Ai principi di Champasak fu affidata dai francesi la carica di governatori provinciali.

## Fine del principato
Lo Stato fu definitivamente abolito nel 1948, quando il suo territorio venne incorporato nel neonato Regno del Laos, retto da una monarchia costituzionale affidata al re di Luang Prabang Sisavang Vong. L'ultimo sovrano di Champasak fu il principe Boun Oum, già capo della resistenza antigiapponese, che nel 1946 accettò l'integrazione del principato nel nuovo Stato ed in cambio fu nominato ispettore generale del regno, la terza carica statale dopo quella del re e del principe ereditario.
In seguito Boun Oum fu a capo della fazione nazionalista anti-comunista e filo-occidentale del regno, di cui fu più volte primo ministro negli anni della guerra civile laotiana (1953-1975), contrapponendosi ai comunisti di Souphanouvong e ai "neutralisti" di Souvanna Phouma, i principi, tra loro fratellastri, cugini del re Savang Vatthana. Il conflitto, considerato il fronte occidentale della guerra del Vietnam, si risolse nel 1975 con la vittoria delle truppe nord-vietnamite affiancate dai guerriglieri comunisti del Pathet Lao appoggiati dagli aiuti sovietici. Dopo tale evento, Boun Oum e i suoi discendenti furono costretti all'esilio.

## Sovrani di Champasak

### Regno indipendente (1713-1778)
- Soi Sisamut 1713–1738
- Sayakumane 1738-1778

### Regno vassallo siamese (1780-1893)
- Interregno con governo siamese 1778-1780
- Sayakumane 1780-1791 (dopo due anni di deportazione)
- Fay Na 1791–1811
- No Muong 1811
- Periodo di interregno 1811-1813
- Manoi 1813–1819
- Chao Yo, Dinastia di Vientiane 1819–1826
- Huy di Champasak 1826–1841
- Nark di Champasak 1841–51
- Boua 1851–1852
- Sotto il Regno del Siam 1852–1856
- Kham Nai 1856–1858
- Periodo di interregno 1858–1862
- Kham Souk di Champasak 1863–1893

### Regno sotto protettorato francese (1893-1904)
- Kham Souk di Champasak 1893-1900
- Ratsadanay 1900–1904

### Principato sotto protettorato francese (1904-1948)
- Ratsadanay 1904–1945
- Boun Oum 1945–1946

## Principi ereditari della dinastia di Champasak
- Boun Oum 1946–1980
- Keo na Champasak 1980–presente